# Barton-under-Needwood
Pour les articles homonymes, voir Barton.
Barton-under-Needwood est un village et une paroisse civile du Staffordshire, en Angleterre.